# 프린스 파이살 빈 파흐드 스타디움
프린스 파이살 빈 파흐드 스타디움(아랍어: ملعب الأمير فيصل بن فهد, 영어: Prince Faisal bin Fahd Stadium)은 사우디아라비아의 리야드에 있는 다목적 경기장이다. 현재 주로 축구 경기장으로 이용되며 알샤바브와 알나스르의 홈구장으로 사용된다. 이 경기장은 1971년에 설립되었으며 수용 인원은 22,500명이다.